# Владени (Бузау)
Владени (рум. Vlădeni) насеље је у Румунији у округу Бузау у општини Чернатешти. Oпштина се налази на надморској висини од 187 m.

## Становништво
Према подацима из 2002. године у насељу је живело 60 становника, од којих су сви румунске националности.